# محمد أحمد (لاعب كرة قدم مواليد 1991)
محمد أحمد (بالإنجليزية: Muhammad Ahmed)‏ هو لاعب كرة قدم باكستاني في مركز الدفاع، ولد في 14 ديسمبر 1991 في لاهور في باكستان. شارك مع منتخب باكستان لكرة القدم. أما مع النوادي، فقد لعب مع نادي كي أر إل.

## وصلات خارجية
- محمد أحمد (لاعب كرة قدم مواليد 1991) على موقع قاعدة بيانات كرة القدم.إي يو (الإنجليزية)
- محمد أحمد (لاعب كرة قدم مواليد 1991) على موقع ناشيونال فوتبول تيمز (الإنجليزية)